# 雅納爾·塔茨
雅納爾·塔茨（1983年4月7日—），愛沙尼亞籃球運動員，現在效力於意大利球隊瓦雷澤籃球俱樂部。他也代表愛沙尼亞國家男子籃球隊參賽。